# Last of the Summer Wine
Last of the Summer Wine é uma série britânica que, até agora, foi o sitcom mais visto em todo o mundo [carece de fontes?], tendo sido exibida de 1973 a 2010.
Foi transmitida na BBC One. Last of the Summer Wine estreou como um episódio de comédia de teatro em 04 de janeiro de 1973 e a primeira série de episódios, em 12 de novembro de 1973. De 1983 a 2010, Alan JW Bell produziu e dirigiu todos os episódios do show. A BBC confirmou em 02 de junho de 2010 que Last of the Summer Wine não seria mais produzido e a temporada 31 seria a última. Posteriormente, o último episódio foi transmitido em 29 de agosto de 2010. Reprises do show são transmitidos no Reino Unido e em mais de 25 países, incluindo várias estações PBS nos Estados Unidos e no Canadá em VisionTV. Last of the Summer Wine é o programa de comédia mais longo da Grã-Bretanha e a sitcom mais longa do mundo.
Last of the Summer Wine foi criado e filmado em Holmfirth, West Yorkshire, na Inglaterra e em torno de um trio de homens idosos cuja line-up mudou várias vezes ao longo dos anos. O trio original consistia em Bill Owen como o desalinhado e como criança Compo, Peter Sallis como o pensamento profundo, Blamire manso Norman Bates e Michael Clegg como autoritário e esnobe. Quando Bates abandonou por motivo de doença em 1976, após duas séries, o papel do terceiro homem do trio foi preenchido em vários anos até a série 30 do veterano de guerra peculiar, Foggy (Brian Wilde), o excêntrico inventor, Seymour (Michael Aldridge), e ex-policial Truly (Frank Thornton). Os homens nunca parecem crescer e desenvolver uma perspectiva única sobre seus conterrâneos igualmente excêntricos colegas através de suas acrobacias jovem. O elenco cresceu para incluir uma variedade de personagens de apoio, cada um contribuindo com suas próprias subtramas para o show e, muitas vezes tornando-se involuntariamente envolvido nos esquemas do trio.
Após a morte de Owen em 1999, Compo foi substituído por várias ocasiões por seu filho na vida real, Tom Owen, como igualmente despenteado Tom, Keith Clifford como Billy Hardcastle, um homem que se imaginava um descendente de Robin Hood, e Brian Murphy como o Alvin infantil. Devido à idade do elenco principal, um novo trio foi formado durante a série com 30 atores um pouco mais jovens, e esse formato foi utilizado para as duas últimas parcelas do show. Este grupo era formado por Russ Abbot como um ex-pastor que se imaginava um agente secreto, Hobbo, Burt Kwouk como o reparador elétrica, Entwistle e Murphy como Alvin. Sallis e Thornton, os dois últimos membros do trio, continuou em papéis coadjuvantes ao lado dos novos atores.
Embora algumas pessoas sentem a qualidade do show diminuído ao longo dos anos, O Último dos Vinhos Summer continuou a receber grandes públicos para a BBC e foi elogiado por seu retrato positivo das pessoas idosas e humor à família. Muitos membros da família real britânica gostado do show. O programa foi nomeado para vários prêmios e ganhou o Prêmio Nacional de Televisão por mais popular programa de comédia em 1999. Havia muitos specials do feriado, dois filmes de televisão e um documentário sobre a série. Last of the Summer Wine inspirou outras adaptações, incluindo um prequel para televisão.